# Abronia chiszari
Abronia chiszari também conhecido por lagarto jacaré arbóreo Chiszar ou escorpião arborícula Chiszar é uma espécie ameaçada de extinção de lagarto jacaré arbóreo da família Anguidae. A espécie é endémica do centro-leste do México.

## Taxonomia
Abronia chiszari foi descrito em 1981 por Hobart Muir Smith e Rozella Blood Smith, a sua esposa.

## Etimologia
O nome específico, chiszari, é uma homenagem ao herpetologista americano David Chiszar.

## Distribuição geográfica
Abronia chiszari só é encontrado nas encostas do vulcão Santa Marta, na Sierra de los Tuxtlas, Veracruz, México, entre elevações de 360 a 800 metros.